# Hoover-Minthorn House
Das Hoover-Minthorn House ist ein historisch bedeutsames Gebäude in Newberg, Oregon.

## Geschichte
Das Hoover-Minthorn House wurde im Jahr 1881 von Jesse Edwards auf seiner neu erstandenen Farm erbaut, womit es das älteste Gebäude in Newberg ist. Drei Jahre später wurde es an Henry John Minthorn verkauft, der 1882 aus West Branch, Iowa mit seiner Frau Laura Minthorn nach Newberg gezogen war. Er leitete eine nahegelegene  Indianerschule und bald darauf die in Newberg gegründete Friends Pacific Academy der Quäker, an der auch seine Frau unterrichtete. Im Jahr 1884 nahmen die Minthorns ihren verwaisten Neffen Herbert Hoover auf, der dort ab September 1885 die Quäkerschule besuchte. 1889 trat Minthorn von seinem Posten als Schuldirektor zurück und zog mit seiner Familie nach Salem, Oregon.
1955 wurde das Hoover-Minthorn House an alten Bauplänen orientiert und unter anderem nach Angaben von Herbert Hoover sowie der ehemaligen Besitzerin Lilian Nicholson restauriert und als historisches Museum eingerichtet. Am 19. Dezember 2003 wurde das Hoover-Minthorn House in das National Register of Historic Places aufgenommen.

## Bauwerk
Das zweigeschossige Haus wurde mit L-förmigem Grundriss und Walmdach erbaut. An der südwestlichen Ecke des Hoover-Minthorn House ist ein Schuppen angebaut. Das Gesims der oberen Fensterreihe ist im Stile eines Fries mit einem umlaufenden Band aus flachen Platten verziert. Sowohl die oberen als auch die unteren Fenster schließen mit einem einfachen Architrav ab. Der Eingangstür ist eine Veranda vorgebaut. Von der Bauform her ist das Hoover-Minthorn House am ehesten dem Italianate-Stil zuzuordnen und entspricht somit dem während seiner Entstehung in Oregon bevorzugten Baustil.